# Договор при Пейнс-Лендинг
Договор при Пейнс-Лендинг (англ. Treaty of Payne's Landing) — договор между правительством США, которое представлял Джеймс Гадсден и вождями индейцев-семинолов, которые жили на Территории Флорида, заключённый 9 мая 1832 года в местечке Пейнс-Лендинг на реке Оклаваха. По договору семинолы согласились покинуть резервацию во Флориде, где они были поселены согласно договору на Мултри-Крик, и переселиться на Территорию Арканзас, присоединившись к племени криков. Семинолам дано было три года на переселение, но к 1835 году основная масса индейцев отказалась переселяться, что привело к конфликту и в итоге к началу Второй Семинольской войны.

### Статьи
- John K. Mahon. Two Seminole Treaties: Payne's Landing, 1832, and Ft. Gibson, 1833 (англ.) // The Florida Historical Quarterly. — Florida Historical Society, 1962. — Vol. 41, iss. 1. — P. 1-21.